# VfB Gießen
VfB 1900 Gießen is een Duitse voetbalclub uit Gießen, Hessen.

## Geschiedenis
De club werd opgericht als Gießener FK 1900, in 1910 nam de club de naam Gießener SV 1900 aan. In 1926 fuseerde de club met SpVgg 1904 Gießen, dat in 1904 werd opgericht als Gießener BC 1904 en werd dan SpVgg 1900 Gießen. In 1956 fuseerde de club met VfB Gießen tot de huidige club. In 1956 fusserde de club met VfB 08 Gießen. 
Vanaf 1951 speelde de club in de Landesliga Hessen (later de Oberliga), de derde klasse in Duitsland. 31 jaar lang speelde de club hier zonder te degraderen of te promoveren. VfB won drie keer de Hessenpokal (1964, 1972 en 1979). Door die laatste zegen mocht de club zelfs aantreden in de eerste ronde van de DFB-Pokal en verloor meteen van FC 08 Homburg. In 2017 degradeerde de club uit de Verbandsliga Hessen. 